# Amsar
Amsar (ros. Амсар) – wieś w Rosji, w Dagestanie, w rejonie rutulskim. W 2010 liczyła 460 mieszkańców, głównie Rutulów.